# Kanton Vimy
Der Kanton Vimy ist ein ehemaliger, bis 2015 bestehender französischer Kanton im Arrondissement Arras, im Département Pas-de-Calais und in der früheren Region Nord-Pas-de-Calais; sein Hauptort war Vimy. Vertreter im Generalrat des Départements war ab 2011 Bertrand Alexandre.
Der Kanton Vimy war 139,45 km² groß und hatte im Jahr 2006 22.476 Einwohner. Er lag im Mittel 80 Meter über Normalnull, zwischen 26 Meter in Quiéry-la-Motte und 188 Meter in Ablain-Saint-Nazaire.

## Gemeinden
Der Kanton bestand aus 20 Gemeinden:
| Gemeinde               | Einwohner Jahr | Fläche km² | Bevölkerungsdichte | Code INSEE | Postleitzahl |
| ---------------------- | -------------- | ---------- | ------------------ | ---------- | ------------ |
| Ablain-Saint-Nazaire   | 1.773 (2013)   | –          | – Einw./km²        | 62001      | 62153        |
| Acheville              | 633 (2013)     | –          | – Einw./km²        | 62003      | 62320        |
| Arleux-en-Gohelle      | 835 (2013)     | –          | – Einw./km²        | 62039      | 62580        |
| Bailleul-Sir-Berthoult | 1.292 (2013)   | –          | – Einw./km²        | 62073      | 62580        |
| Bois-Bernard           | 840 (2013)     | –          | – Einw./km²        | 62148      | 62320        |
| Carency                | 720 (2013)     | –          | – Einw./km²        | 62213      | 62144        |
| Farbus                 | 536 (2013)     | –          | – Einw./km²        | 62324      | 62580        |
| Fresnoy-en-Gohelle     | 238 (2013)     | –          | – Einw./km²        | 62358      | 62580        |
| Gavrelle               | 610 (2013)     | –          | – Einw./km²        | 62369      | 62580        |
| Givenchy-en-Gohelle    | 2.007 (2013)   | –          | – Einw./km²        | 62371      | 62580        |
| Izel-lès-Équerchin     | 930 (2013)     | –          | – Einw./km²        | 62476      | 62490        |
| Neuville-Saint-Vaast   | 1.505 (2013)   | –          | – Einw./km²        | 62609      | 62580        |
| Neuvireuil             | 494 (2013)     | –          | – Einw./km²        | 62612      | 62580        |
| Oppy                   | 383 (2013)     | –          | – Einw./km²        | 62639      | 62580        |
| Quiéry-la-Motte        | 737 (2013)     | –          | – Einw./km²        | 62680      | 62490        |
| Souchez                | 2.571 (2013)   | –          | – Einw./km²        | 62801      | 62153        |
| Thélus                 | 1.217 (2013)   | –          | – Einw./km²        | 62810      | 62580        |
| Villers-au-Bois        | 561 (2013)     | –          | – Einw./km²        | 62854      | 62144        |
| Vimy                   | 4.218 (2013)   | –          | – Einw./km²        | 62861      | 62580        |
| Willerval              | 665 (2013)     | –          | – Einw./km²        | 62892      | 62580        |